# 韋爾滕巴赫河
50°52′54.7″N 8°8′34.7″E / 50.881861°N 8.142972°E
韋爾滕巴赫河（德語：Werthenbach），是德國的河流，位於該國西部，流經北萊茵-威斯特法倫州，屬於錫格河的左支流，河道全長9.7公里，流域面積27.7平方公里。